# Route nationale 1 (Sénégal)
Pour les articles homonymes, voir N1 et Route nationale 1.
La route nationale 1, ou N1, est une route nationale du Sénégal. Elle relie Dakar à la frontière malienne selon l’itinéraire : Dakar – Mbour – Fatick – Kaolack – Kaffrine – Koungheul – Tambacounda – Goudiry – Nayé – Kidira. Elle croise la route N4 à Kaolack et la route nationale N2 à Kidira.

## Parcours
- Dakar (km 0)
- Mbour (km 83)
- Fatick
- Kaolack (km 192)
- Kaffrine (km 257)
- Koungheul
- Tambacounda (km 506)
- Goudiry
- Nayé
- Kidira (km 692)